# Teufelstalbrücke
Teufelstalbrücke – wiadukt autostradowy typu łukowego w Niemczech, w kraju związkowym Turyngia, w powiecie Saale-Holzland, na autostradzie A4, między Hermsdorf a Jeną. Ma 270,2 m długości.

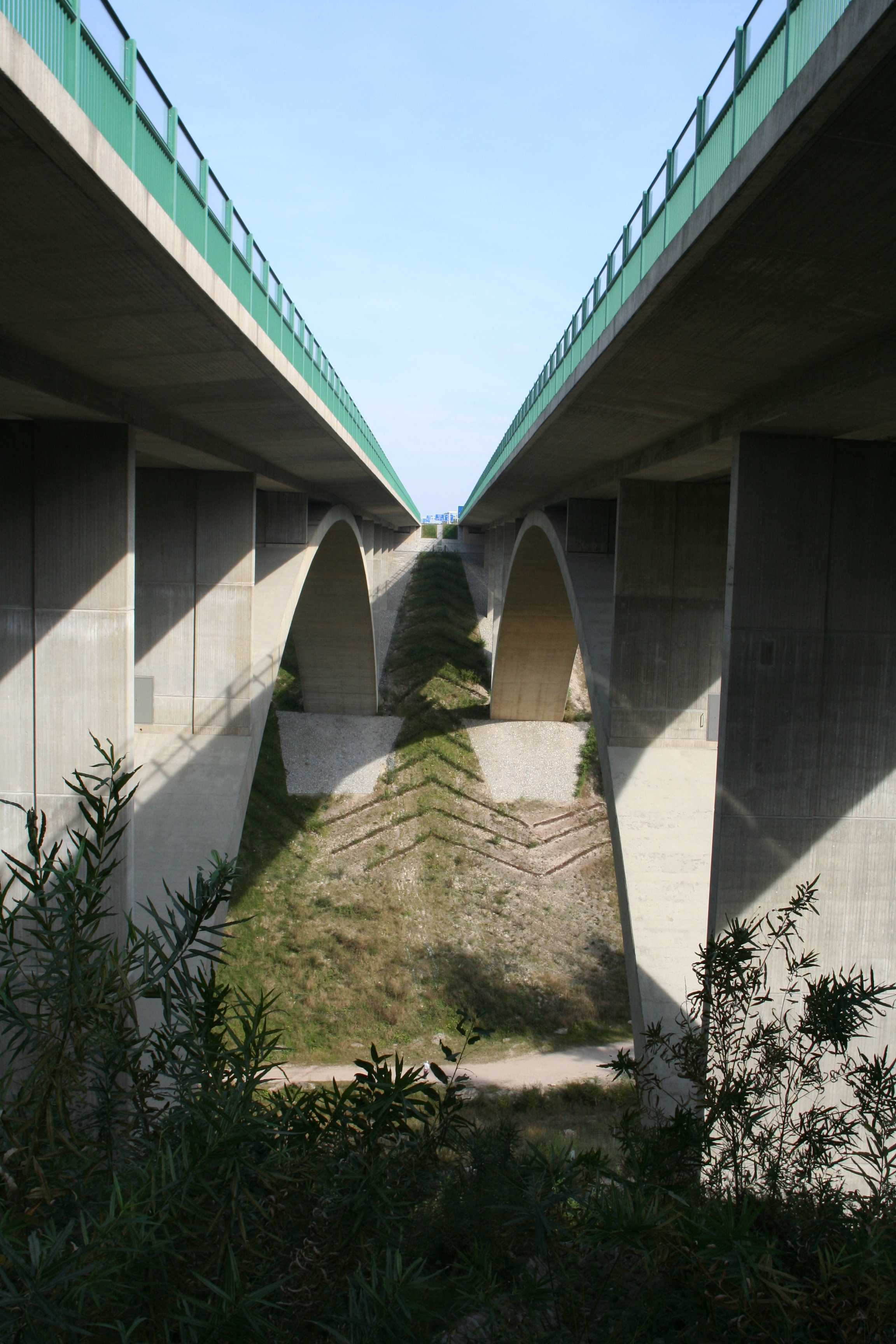
Teufelstalbrücke współcześnie

Pierwotny wiadukt zbudowany został w latach 1936-1938 według projektu architekta Paula Bonatza. Wykonawcą było przedsiębiorstwo budowlane Grün & Bilfinger AG z siedzibą w Mannheim. Budowa ruszyła 15 czerwca 1936 roku. W połowie października 1936 roku rozpoczął się montaż rusztowań modułowych. 13 grudnia prace nad ich wykonaniem zostały zakończone. Do budowy rusztowań wykorzystano 1400 m³ drewna. Betonowanie wiaduktu zakończyło się 8 listopada 1937 roku. 18 kwietnia 1938 roku wiadukt został otwarty dla ruchu. Całkowite zakończenie robót budowlanych miało miejsce 30 sierpnia 1938 roku. Zachowanie jednolitej ciągłości nad przylegającymi pochyłościami, bez przerywania filarami, pomostu niosącego konstrukcję powyżej łuku sprawiło, że był to pierwszy tego rodzaju wiadukt łukowy.
W latach 1996–1998, w trakcie rozbudowy autostrady A4, równolegle do istniejącego został wybudowany nowy wiadukt. Planowano również remont starszego wiaduktu, ale ostatecznie zdecydowano o jego wyburzeniu, co miało miejsce w 1999 roku. W 2004 roku w miejscu pierwotnego Teufelstalbrücke powstał nowy obiekt, bliźniaczy do wiaduktu z 1998 roku.